# Jobinia tarmense
Jobinia tarmense là một loài thực vật có hoa trong họ La bố ma. Loài này lần đầu tiên được Schltr mô tả là Cynanchum tarmense năm 1906.